# Superman (Black Lace)
Superman, anche conosciuto come Superman (Gioca Jouer), è un singolo dei Black Lace del 1983. Trattasi di una cover cantata in inglese della novelty song Gioca jouer di Claudio Cecchetto.

## Composizione e pubblicazione
Superman venne pubblicata su decisione del leader della Flair Records John Wagtaff per sfruttare il successo di Gioca jouer, che stava godendo di grandissimo successo nelle discoteche spagnole durante i primi anni ottanta. Superman venne registrata al Woodlands Studio di Normanton, nel West Yorkshire e uscì nel Regno Unito nel settembre del 1983. Il brano è anche presente nell'album di debutto del duo britannico Party Party (1984). Nell'edizione pubblicata dalla francese Carrere Superman dura 	un minuto in più.
Superman è un brano vivace in cui vengono indicate una serie di mosse da imitare, tra cui dormire, salutare, fare l'autostop, starnutire, camminare, nuotare, sciare, spruzzare del deodorante, suonare un clacson, suonare una campana, imitare un "macho" flettendo i muscoli delle braccia, fare il gesto dell'okay, mandare baci, pettinarsi e volare come Superman. Questi passi sono riportati sulla copertina del disco.

## Accoglienza
Superman comparve nelle classifiche del Regno Unito il 10 settembre 1983 alla novantaquattresima posizione. Il 22 ottobre riuscì a raggiungere il nono posto in classifica. Dopo essere rimasta ai primi cento posti della classifica per venti settimane, Superman scese all'ultimo posto (posizione numero 73) il 21 gennaio 1984.
La canzone è diventata un ballo di gruppo durante le feste dei bambini nel Regno Unito.

## In filosofia
I due analisti Paul Simpson e Will Dean del Guardian tracciano un parallelo tra Superman dei Black Lace e il concetto di oltreuomo di Friedrich Nietzsche.

## Formazione
- Alan Barton
- Colin Routh
- Barry Huffinley[1]

## Tracce
1. Superman – 3:35 (Claudio Cecchetto, Claudio Simonetti)
2. Teardrops in Your Eyes – 3:25

Durata totale: 7:00

## Cover
- Del brano sono state realizzate molte cover tratte da dischi per bambini.

- Nel 1987 Colin Routh pubblicò una versione alternativa della canzone con un testo esplicito intitolata Supercock.